# Charaxes brevicauda
Charaxes brevicauda är en fjärilsart som beskrevs av Ruggero Verity 1919. Charaxes brevicauda ingår i släktet Charaxes och familjen praktfjärilar. Inga underarter finns listade i Catalogue of Life.